# Smyley Island
Smyley Island (norska: Smyleyøya) är en ö i Antarktis. Den ligger i havet utanför Västantarktis. Chile och Storbritannien gör anspråk på området.